# Ruka (Mapuche)

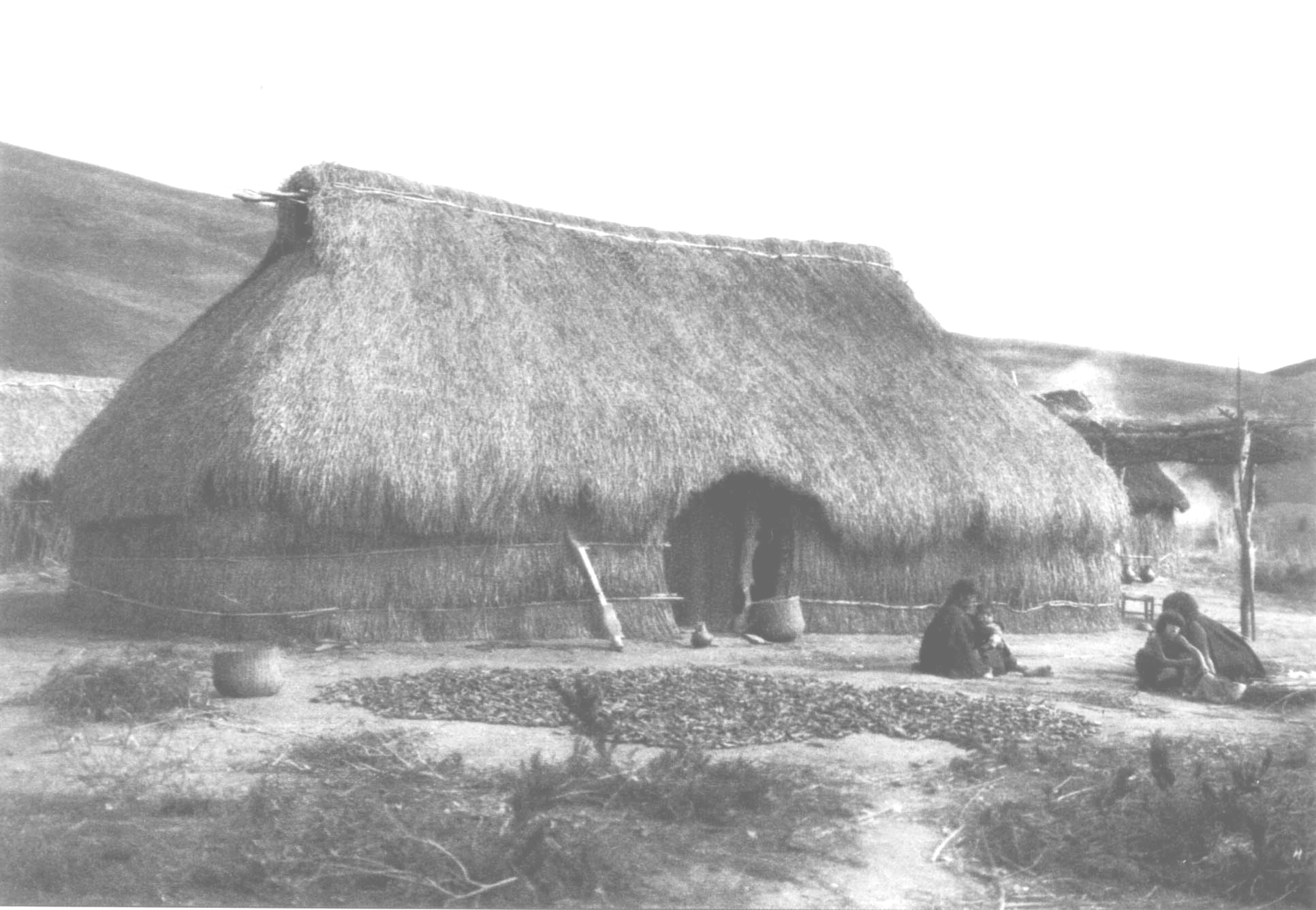
Ein Haus der Mapuche namens Ruka aus dem Jahr 1930

Eine Ruka ist eine Hausform, die von indigenen Völkern (Mapuche) bis zur Mitte der des 20. Jahrhunderts in Chile gebaut wurde. Rukas sind vor allem in den südlichen Regionen Argentiniens und Chile zu finden.

## Beschreibung
Es gibt ovale Hausformen und runde Hausformen, die je nach der Anzahl der Bewohner variieren. Das Besondere an dieser Bauform ist, dass lediglich Materialien aus der unmittelbaren Umgebung zum Bau verwendet wurden. Neben dem Material der Wände aus Lehm und Holzbalken wurde für die Ausgestaltung des Daches primär Schilf verwendet. Charakteristisch ist die ursprüngliche Bauweise ohne Fenster und mit einer Tür, die Richtung Osten gebaut wird, um das Licht des Sonnenaufganges einzufangen. Ein Abzug für den Rauch des Feuers im Inneren des Hauses bietet eine Öffnung am Dach der Ruka. Das Feuer bildet das Zentrum des Hauses. An den Seiten der Wände werden die Betten auf circa einem Meter Höhe errichtet. Der Boden des Hauses wird nicht verändert und soll die Verbundenheit der Menschen mit der Erde symbolisieren.
Ab der Mitte des 20. Jahrhunderts haben sich die Bauweisen der Rukas verändert. Viele Angehörige der Mapuches haben die Lehmwände durch Holzwände ersetzt und den Einbau von Fenstern in die Bauart impliziert. Ebenso ist die Verwendung von Elektrik, fließendem Wasser und weiteren Merkmalen bei den Wohnbauten implementiert. Einige dieser Wohnhäuser werden zum heutigen Zeitpunkt als Übernachtsort für Touristen angeboten (Palomino, 2010).